# CJK Symbols and Punctuation
CJK Symbols and Punctuation è un blocco Unicode. È costituito da 64 caratteri compresi nell'intervallo U+3000-U+303F.
Comprende i simboli e i segni di interpunzione delle lingue cinese, giapponese e coreano. Il blocco contiene due emoji.

## Tabella compatta di caratteri

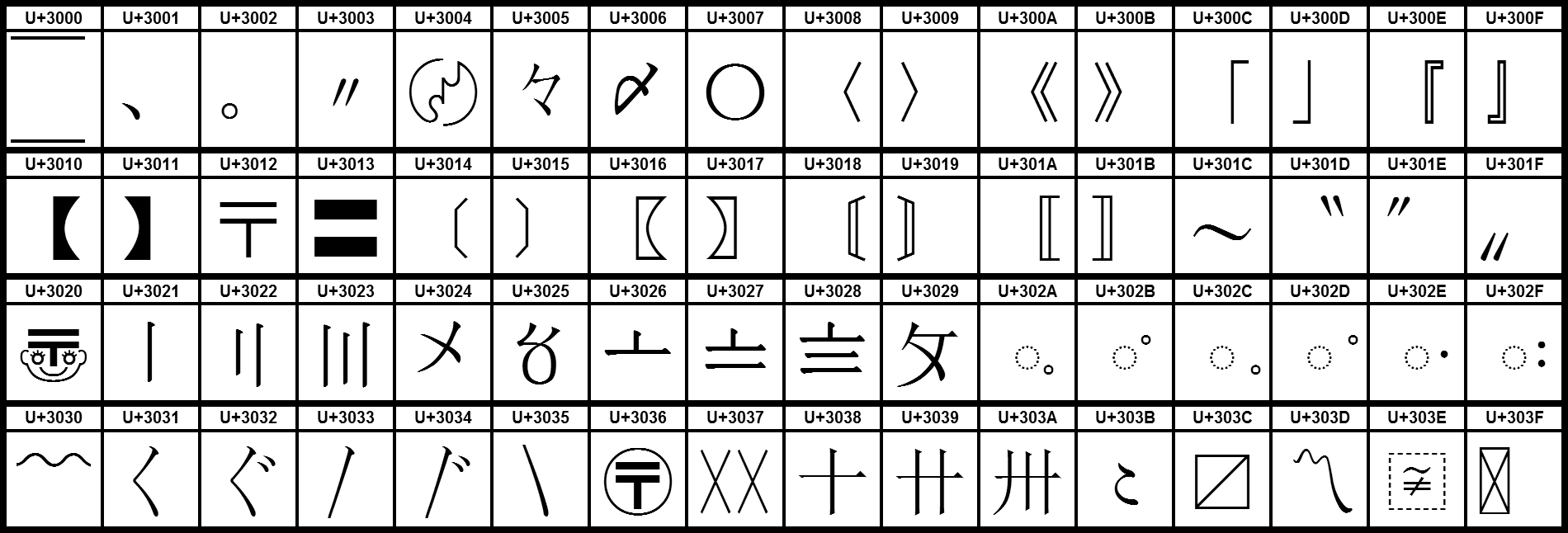
CJK Symbols and Punctuation

|     | 0  | 1  | 2  | 3  | 4  | 5  | 6  | 7  | 8  | 9  | A  | B  | C  | D  | E  | F  |
| --- | -- | -- | -- | -- | -- | -- | -- | -- | -- | -- | -- | -- | -- | -- | -- | -- |
| 300 |    | 、 | 。 | 〃 | 〄 | 々 | 〆 | 〇 | 〈 | 〉 | 《 | 》 | 「 | 」 | 『 | 』 |
| 301 | 【 | 】 | 〒 | 〓 | 〔 | 〕 | 〖 | 〗 | 〘 | 〙 | 〚 | 〛 | 〜 | 〝 | 〞 | 〟 |
| 302 | 〠 | 〡 | 〢 | 〣 | 〤 | 〥 | 〦 | 〧 | 〨 | 〩 | 〪   | 〫   | 〬   | 〭   | 〮   | 〯   |
| 303 | 〰 | 〱 | 〲 | 〳 | 〴 | 〵 | 〶 | 〷 | 〸 | 〹 | 〺 | 〻 | 〼 | 〽 | 〾 | 〿  |